# Gentes Herbarum
Gentes Herbarum (abreviado Gentes Herb.) es una revista científica sobre descripciones botánicas fundada y financiada económicamente por el eminente Liberty Hyde Bailey. El nombre completo era Gentes Herbarum; Occasional Papers on the Kinds of Plants.
"En 1935, a los 75 años de edad, y para proveer continuidad a su trabajo de toda la vida, Bailey donó su herbario (125 mil sheets), el edificio que lo alojaba, y su biblioteca (unos 3 mil libros) a la Universidad de Cornell, especificando que el complejo sería llamado el Liberty Hide Bailey Hortorium. La administración de la Universidad lo constituyó como un Departamento de la Universidad, con Bailey como su director no-asalariado, su hija Ethel como la curadora, y el Dr. R. T. Clausen como un taxónomo investigador. Bailey acuñó el término "hortorium" para referirse a un lugar para el estudio científico de las plantas cultivadas. Su objetivo fue traer orden a la nomenclatura de las plantas relacionadas con la agricultura y la horticultura. Esto incluía cultivar las novedades tan pronto como fueran introducidas en el circuito comercial, y el agregado de los especímenes al herbario. Bailey regularmente cultivaba entre 2 y 800 plantas cada año. Un ejemplo de este proceder se encuentra en su primer artículo en Gentes Herbarum, una revista iniciada y financiada exclusivamente por él. En su artículo, Plantae Chinensis (1920), describía 20 especies nuevas en 13 géneros y 15 variedades y formas nuevas, algunas eran silvestres y otras cultivadas. Este tratamiento ordenado de los nombres de las plantas cultivadas fue visto por Bailey como quizás su contribución más significativa a la ciencia de las plantas."